# 퀴어문화축제
퀴어문화축제는 대한민국의 성소수자 행사로써, 현재 2000년 제1회 서울퀴어문화축제를 시작으로 대구, 부산, 전주, 인천 등 각 지역에서 매년 열리고 있다.

## 목록
- 광주퀴어문화축제
- 경남퀴어문화축제
- 대전퀴어문화축제
- 대구퀴어문화축제
- 부산퀴어문화축제
- 서울퀴어문화축제
- 인천퀴어문화축제
- 전주퀴어문화축제
- 제주퀴어문화축제
- 춘천퀴어문화축제

## 같이 보기
- 대한민국의 성소수자 행사
- 대한민국의 성소수자 권리
- 대한민국의 성소수자 목록
- 대한민국의 성소수자
- 대한민국의 성소수자 인권단체
- 게이 게임스